# Battaglia del Lecheo
La battaglia del Lecheo (391 a.C.) fu una battaglia nella Guerra di Corinto vinta dagli Ateniesi.
Nella battaglia, Ificrate, generale ateniese approfittò del fatto che un reggimento oplitico spartano operativo vicino a Corinto si muoveva allo scoperto senza la protezione di alcuna truppa da lancio. Decise di effettuare un agguato con il suo reggimento di lanciatori di giavellotto, i peltasti.
Con attacchi mordi e fuggi ripetuti contro la formazione nemica, Ificrate ed i suoi uomini riuscirono a sconfiggere gli Spartani, uccidendone poco meno della metà. Questo agguato rappresentò una delle prime occasioni nella storia militare greca in cui un contingente di peltasti ne aveva sconfitto uno di opliti.

## Antefatto
L'assedio perpetrato da Sparta nei confronti di Corinto, ad un anno di distanza dalla battaglia di Coronea, stava dando i suoi frutti. Le tensioni politiche all'interno della città diedero formazione a due fazioni una filospartana appoggiata dagli oligarchi ed una dai democratici; quest'ultima primeggiò accettando la presenza di una guarnigione argiva a proprio sostegno. Gli esuli oligarchi, una volta permesso all'esercito lacedemone l'entrata nelle "Lunghe Mura corinzie", collaborarono con l'esercito spartano nella regione per ottenere il controllo del porto di Corinto sul Golfo di Corinto, Lecheo. Resistendo ai diversi attacchi al porto effettuati dai Democratici di Corinto e dai loro alleati Tebani e Argivi sancirono il loro dominio su Lecheo.
Gli Ateniesi quindi inviarono un esercito per assistere gli alleati e presidiare Corinto. Gli Spartani e gli esuli, nel frattempo, fecero irruzione nel territorio corinzio dove nel 391 a.C. il re Agesilao condusse un grande esercito, con il quale attaccò conquistando una serie di roccaforti corinzie. Gli Ateniesi ed i loro alleati rimasero in gran parte intrappolati a Corinto, ma alla fine trovarono la possibilità di trarre vantaggio dalla negligenza degli Spartani.

## Svolgimento
Mentre Agesilao muoveva nel territorio corinzio con il grosso del suo esercito, lasciò una divisione molto sostanziosa a Lecheo a guardia del porto. Una parte di questo reparto era composta da uomini della città di Amiclea, i quali vollero tornare in patria in occasione di una loro festa religiosa. Avvicinandosi la data della celebrazione, il comandante spartano a Lecheo si allontanò con una divisione composta da opliti e da cavalieri per scortare gli Amiclei sulla via di casa. Il tragitto prevedeva il passaggio vicino a Corinto. Dopo essere passato con successo vicino alla città, il comandante ordinò ai suoi opliti di invertire la marcia e di tornare al porto, mentre la cavalleria avrebbe accompagnato gli Amiclei. Sebbene si trovasse a marciare sotto le mura di Corinto con il suo reparto, il comandante non sospettò di incontrare problemi, pensando che i soldati della città fossero intimoriti dalla loro presenza e poco inclini allo scontro armato.
Gli strateghi ateniesi a Corinto, Ificrate e Callia, al comando rispettivamente del contingente dei peltasti e degli opliti, videro che l'intera mora stava marciando oltre la città non protetta né da peltasti né da cavalleria. Decisero di approfittare di questo fatto: gli opliti ateniesi si spostarono un po' fuori Corinto, mentre i peltasti andarono all'inseguimento della divisione spartana, scagliando loro i giavellotti.

Lecheo era l'antico porto di Corinto che si affacciava sul Golfo di Corinto.

Per fermarli, il comandante spartano ordinò ad alcuni dei suoi uomini di caricare gli Ateniesi, ma i peltasti fuggirono, correndo più agilmente degli opliti; poi, quando gli Spartani tornarono nel gruppo, i peltasti ripiombarono su di loro lanciando loro giavellotti mentre fuggivano e infliggendo grosse perdite. Questo procedimento fu ripetuto più volte con risultati simili. Anche quando arrivò un gruppo di cavalieri spartani, il comandante spartano prese la singolare decisione di far loro tenere il passo con gli opliti anziché caricare ed eliminare i peltasti. Incapaci di scacciare questi, e nel frattempo soffrendo numerose perdite, gli Spartani furono circondati e vennero spinti su una collina che dominava Lecheo. Gli uomini nel porto, vedendo difficile situazione degli opliti, navigarono con piccole imbarcazioni il più vicino possibile alla collina ed arrivarono a circa mezzo miglio da loro. Gli Ateniesi, nel frattempo, fecero arrivare i loro opliti e gli Spartani, vedendo queste cose, fuggirono e corsero alle barche, ostacolati dai peltasti lungo tutta la strada. Alla fine, tra il combattimento e l'inseguimento, vennero uccisi 250 dei 600 uomini del reggimento.

## Conseguenze
La notizia della sconfitta spartana provocò un grande dolore ad Agesilao, che ben presto tornò a Sparta.
Nei mesi successivi alla partenza di Agesilao, Ificrate annullò molti dei progressi che gli Spartani avevano fatto nei pressi di Corinto, recuperando tre roccaforti che gli Spartani avevano precedentemente conquistato e presidiato.
Egli iniziò anche con successo una serie di attacchi lampo, contro gli alleati spartani nella regione. Anche se gli Spartani ed i loro alleati oligarchici continuarono a presidiare Lecheo, per l'intera durata della guerra, ridussero la loro attività intorno a Corinto e non si registrarono ulteriori scontri di grossa importanza nella regione.